# Старченко Віталій Іванович
Старченко Віталій Іванович (нар. 13 квітня 1947 року, Дніпропетровськ) — український поет і мистецтвознавець, член національних спілок художників і письменників України, лауреат премії Павла Тичини. Викладач Дніпровського національного університету.

## Біографія
Народився 19 квітня 1947 року у місті Дніпропетровськ. У 1975 році завершив навчання у Київському державному художньому інституті. У 1990 році став членом Національної спілки письменників України, а з 1996 року — член Національної спілки художників України.

## Твори
- «Коріння тиші» (Київ, 1988)
- «Кроки до обрію» (Дніпропетровськ, 1990)
- «Млин Ерота» (Дніпропетровськ, 1992)
- «Віртуоз гравюри» (Дніпропетровськ, 1992)
- «Пан–Україна: реалія самоствердження» (Київ, 1996)
- «Ненаситець» (Дніпропетровськ, 1997)
- «Жанровість петриківки» (Дніпропетровськ, 2000)
- «Рай-поле: Фольклор і сучасна народна творчість Придніпров'я» (Дніпропетровськ, 2001)
- «Глина для Бога» (Дніпропетровськ, 2002)
- «Із циклу «Сонетарій майстрів» (Дніпропетровськ, 2004)
- «Хроматичний квадрат» (Дніпропетровськ, 2005)
- «Народне і наївне станкове малярство Надпоріжжя» (Дніпропетровськ, 2007)[1]
- «Білобережжя» (Дніпропетровськ, 2010)